# Oblast Dobrič
Oblast Dobrič ali Dobriška oblast (bolgarsko Област Добрич, Добричка област) je ena izmed 28 oblasti Bolgarije. Leži ob obali Črnega morja in predstavlja vzhodni oz. pretežni del južne Dobrudže, ki je del čezmejne istoimenske geografske regije, ta pa je je pred letom 1940 v celoti pripadala Romuniji.
Leta 2011 je imela 189.677 prebivalcev na 4720 km² površine. Glavno mesto oblasti je Dobrič.

## Upravna delitev
Oblast Dobrič je razdeljena na 8 občin.
| Občina         | Cirilica              | Prebivalstvo 2011 | Upravno središče | Prebivalstvo 2011 |
| -------------- | --------------------- | ----------------- | ---------------- | ----------------- |
| Balčik         | Община Балчик         | 20.317            | Balčik           | 11.610            |
| Dobrič (mesto) | Община Добрич-Град    | 91.030            | Dobrič           | 91.030            |
| Dobrička       | Община Добричка       | 22.081            | Dobrič           |                   |
| General Toševo | Община Генерал Тошево | 15.097            | General Toševo   | 6.928             |
| Kavarna        | Община Каварна        | 15.358            | Kavarna          | 11.549            |
| Krušari        | Община Крушари        | 4.547             | Krušari          | 1.619             |
| Šabla          | Община Шабла          | 5.069             | Šabla            | 3.401             |
| Tervel         | Община Тервел         | 16.178            | Tervel           | 6.062             |

## Mesta
Balčik, Dobrič, General Toševo, Kavarna, Šabla, Tervel

## Demografska slika
Razvoj prebivalstva
| 1946    | 1965    | 1985    | 1992    | 2001    | 2011    |
| ------- | ------- | ------- | ------- | ------- | ------- |
| 202.443 | 236.817 | 257.341 | 232.780 | 215.217 | 189.677 |